# Land Rover Discovery
Pour les articles homonymes, voir Discovery.
Le Land Rover Discovery est un véhicule tout-terrain de luxe produit par le constructeur automobile britannique Land Rover.

## Première génération (1989-1998)
Pour contrer l'arrivée des 4×4 japonais sur le terrain britannique dans les années 1980, Land Rover a dû développer un nouveau type de produit plus abordable que le Range Rover, surtout plus confortable que les Séries III et pouvant accueillir sept personnes. C'est le projet Jay. En 1989 le projet est fini et prend le nom de Discovery. Il dispose du même châssis que le Range Rover et se caractérise par une carrosserie originale avec un pavillon à deux niveaux.
La première génération de Discovery est commercialisée fin 1989 uniquement en modèle trois portes avec au choix soit un inédit moteur quatre cylindres turbo diesel à injection directe, le 200 TDI issu du projet Gemini de Land Rover, soit un moteur V8 essence issu du Range Rover Classic de 3.5L de cylindrée, et équipé de deux carburateurs. L'année suivante, le modèle cinq portes est introduit et l'injection est adoptée sur le V8. Le moteur diesel est un moteur très économique avec une consommation de huit à neuf litres pour 100 kilomètres. Le Discovery est équipé d'une boite manuelle cinq rapports (modèle LT77, puis LT77-S en 1992) et d'une boite de transfert avec six positions (neutre, neutre avec différentiel central bloqué, rapport long, rapport long différentiel central bloqué, rapport court, rapport court différentiel central bloqué). Une boite automatique quatre rapports (modèle ZF 4HP22) est également disponible en option. Le Discovery est un véhicule très prisé des familles car il dispose d'un très grand coffre et peut accueillir 7 personnes (2 strapontins étant disposés latéralement dans le coffre). En 1993, le V8 passe à 3.9L et une motorisation MPi 2 litres essence est montée sur quelques modèles, mais peu adaptée à mouvoir les 2 tonnes en tout-terrain ou à tracter, elle est abandonnée l'année suivante. En plus de versions standard ou Style, Land Rover a proposé plusieurs séries limitées de ce premier Discovery dont certaines destinées à un usage spécifique comme la chasse, l'équitation, … (Game Fair, Country Side, Antartica, Clubman, County Fair, County Rider, Freestyle, Aspen).
En 1994, le Discovery évolue avec une modification de la face avant (projecteurs, calandre, marquage LAND ROVER sur le capot) et également de la planche de bord. Un nouveau moteur est introduit, le 300 TDI, qui est une évolution du moteur diesel précédent, incluant notamment un dispositif EGR de recyclage des gaz d'échappement. Il est proposé en plus du V8 essence 3.9 injection. La boite de vitesses manuelle s'améliore (modèle R380) et la boite automatique quatre rapports est au catalogue en option pour les deux motorisations. Des séries limitées continuent à être régulièrement commercialisées lors de cette deuxième phase (2/1995: Country Show; 7/1995: Raleigh; 11/1995: Aspen; 7/1996: Aigle; 7/1997: Killy Sportswear et Vogue).
L'histoire du Discovery de première génération est également marquée par le fameux Camel Trophy (en), puisqu'il participera à toutes les éditions entre 1990 et 1997, ce qui contribuera à sa réputation en tout-terrain.
Le développement du moteur TD5 par Land Rover sous l'ère BMW va introduire un nouveau Discovery et va permettre un léger re-stylage du 4×4.

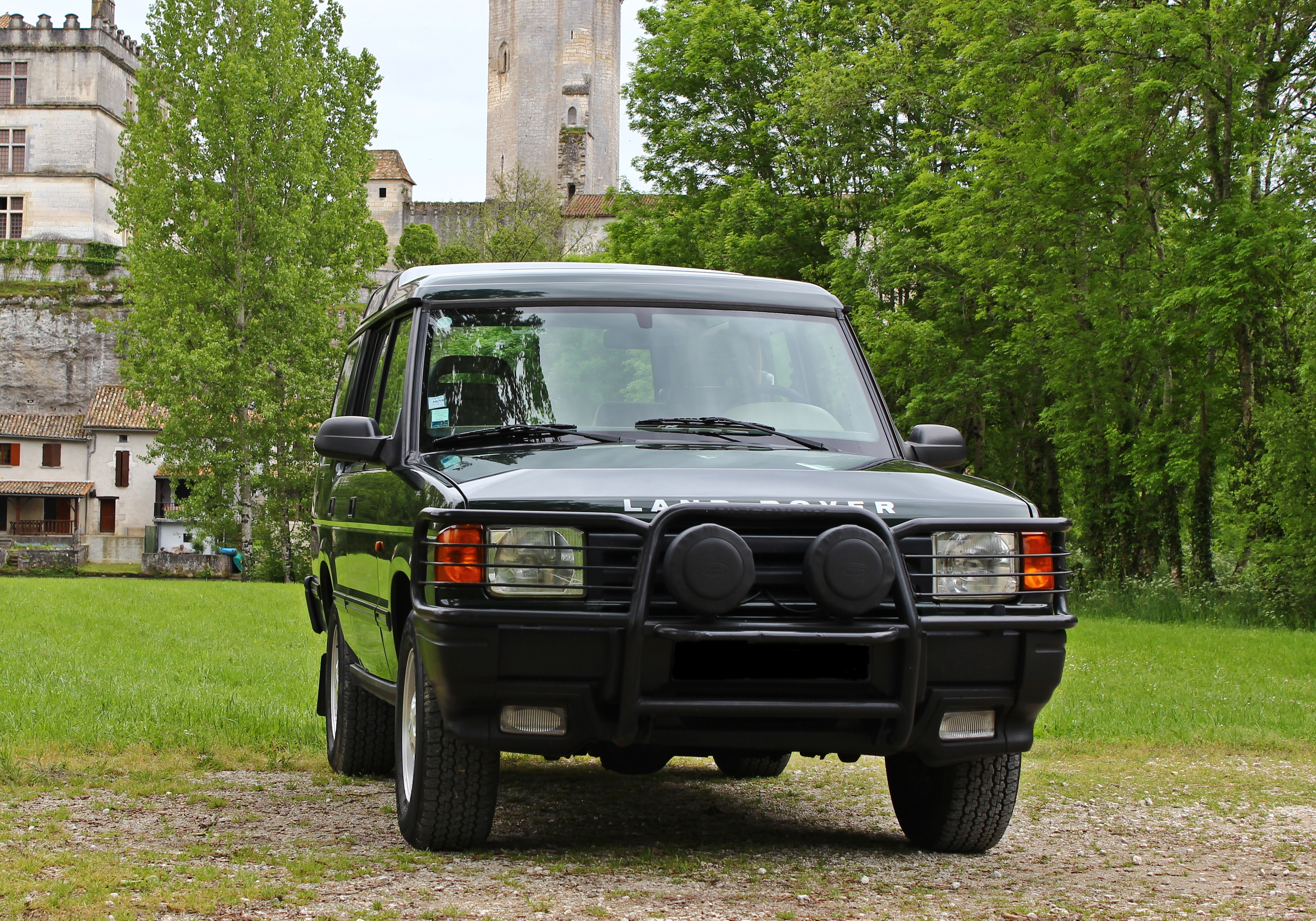
Discovery 300 tdi, face avant.

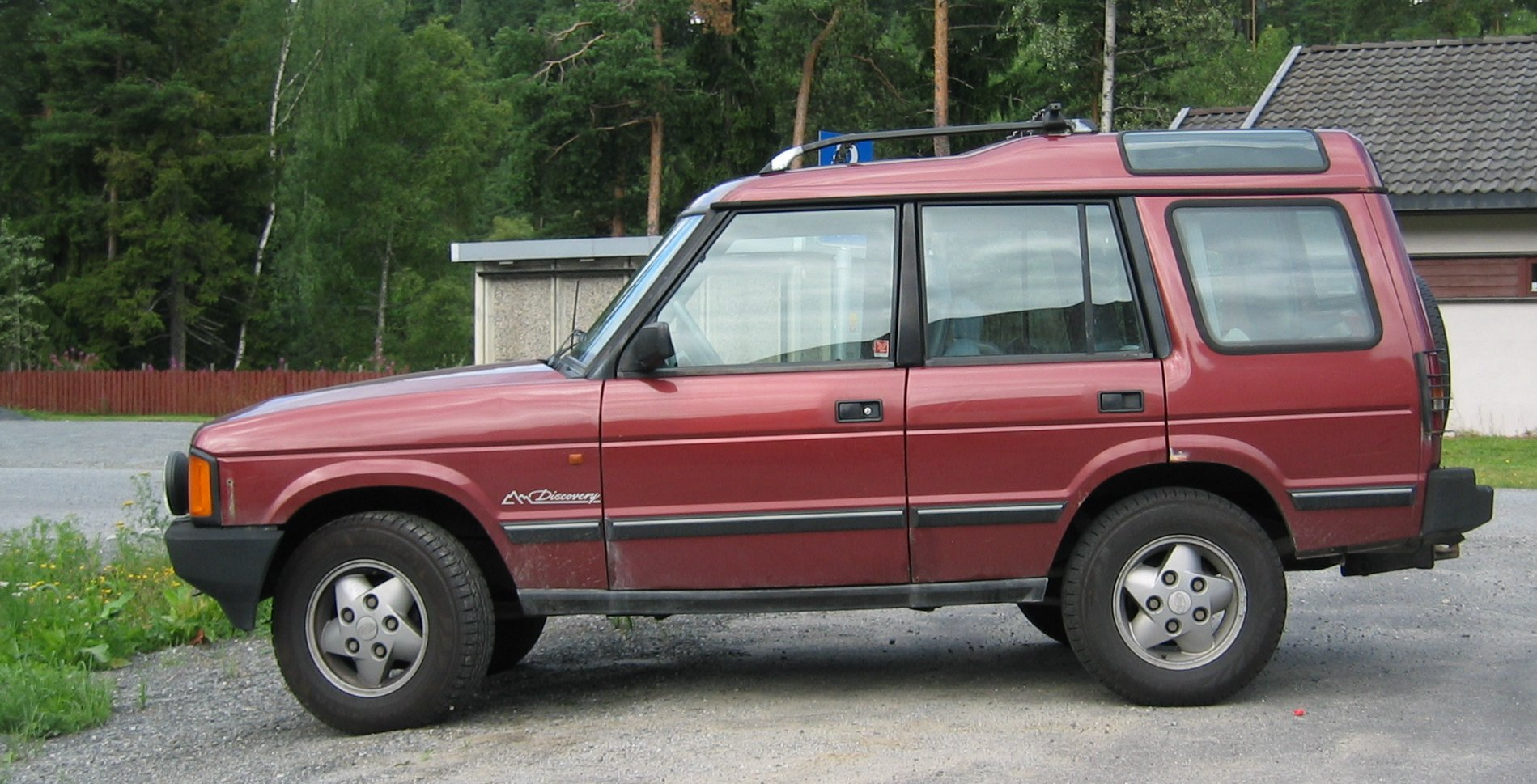
vue latérale.

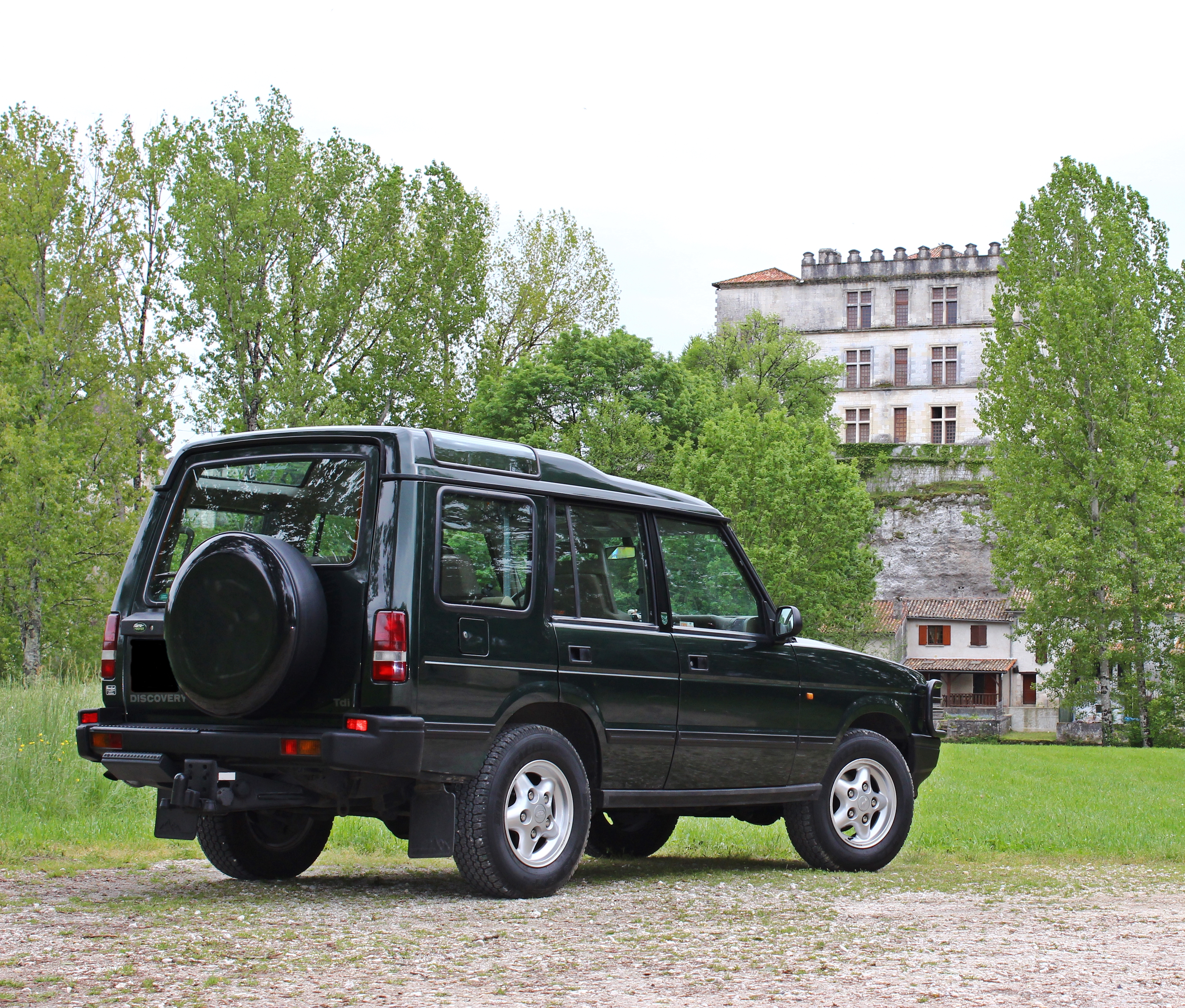
Discovery 300 tdi, vue arrière.

## Deuxième génération (1999-2004)
La deuxième génération de ce véhicule n'a que très peu de différences esthétiques avec son prédécesseur. En réalité, il s'agit davantage d'un restylage avec de nouvelles motorisations, que d'une nouvelle génération.

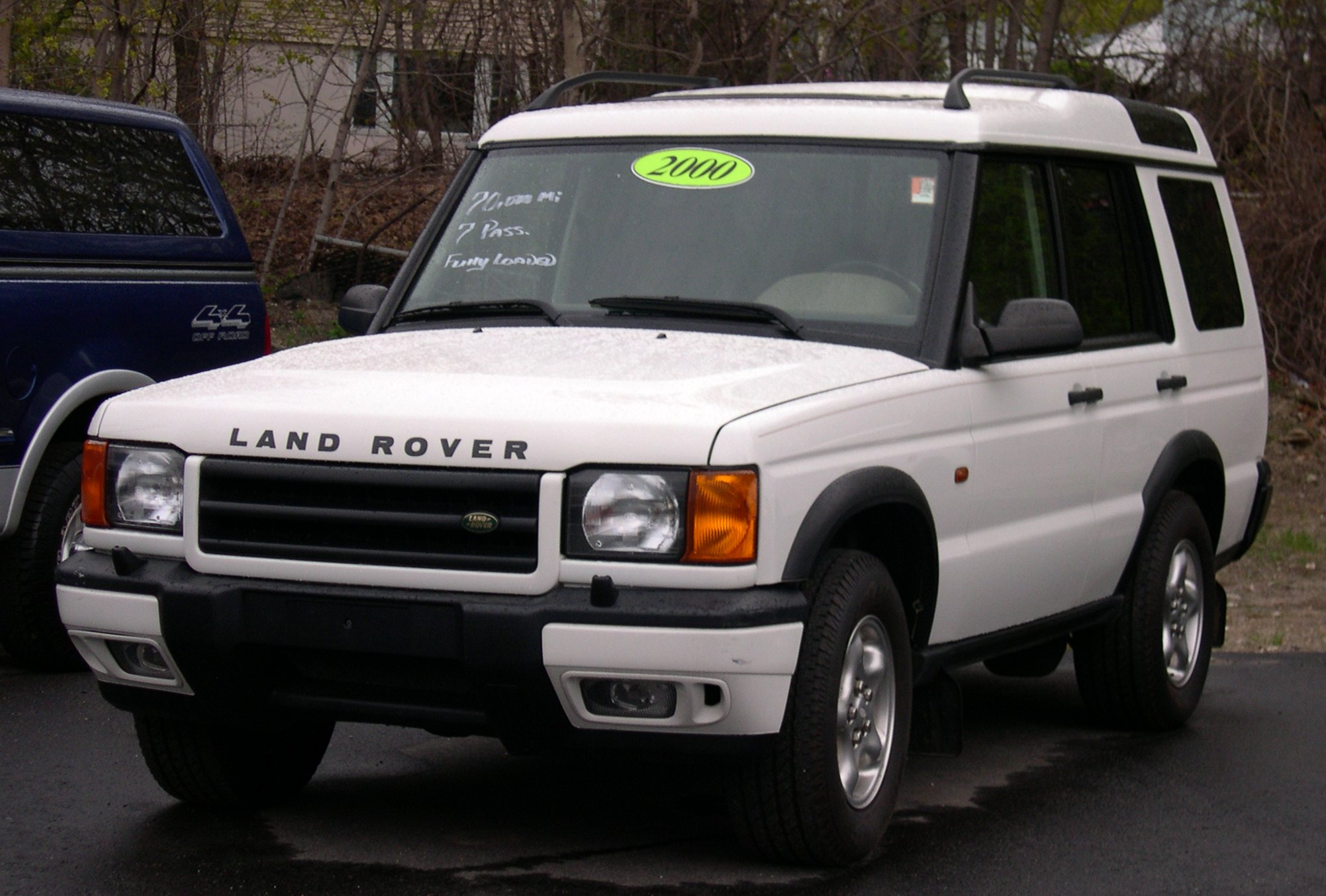
Modèle Discovery Phase 1.

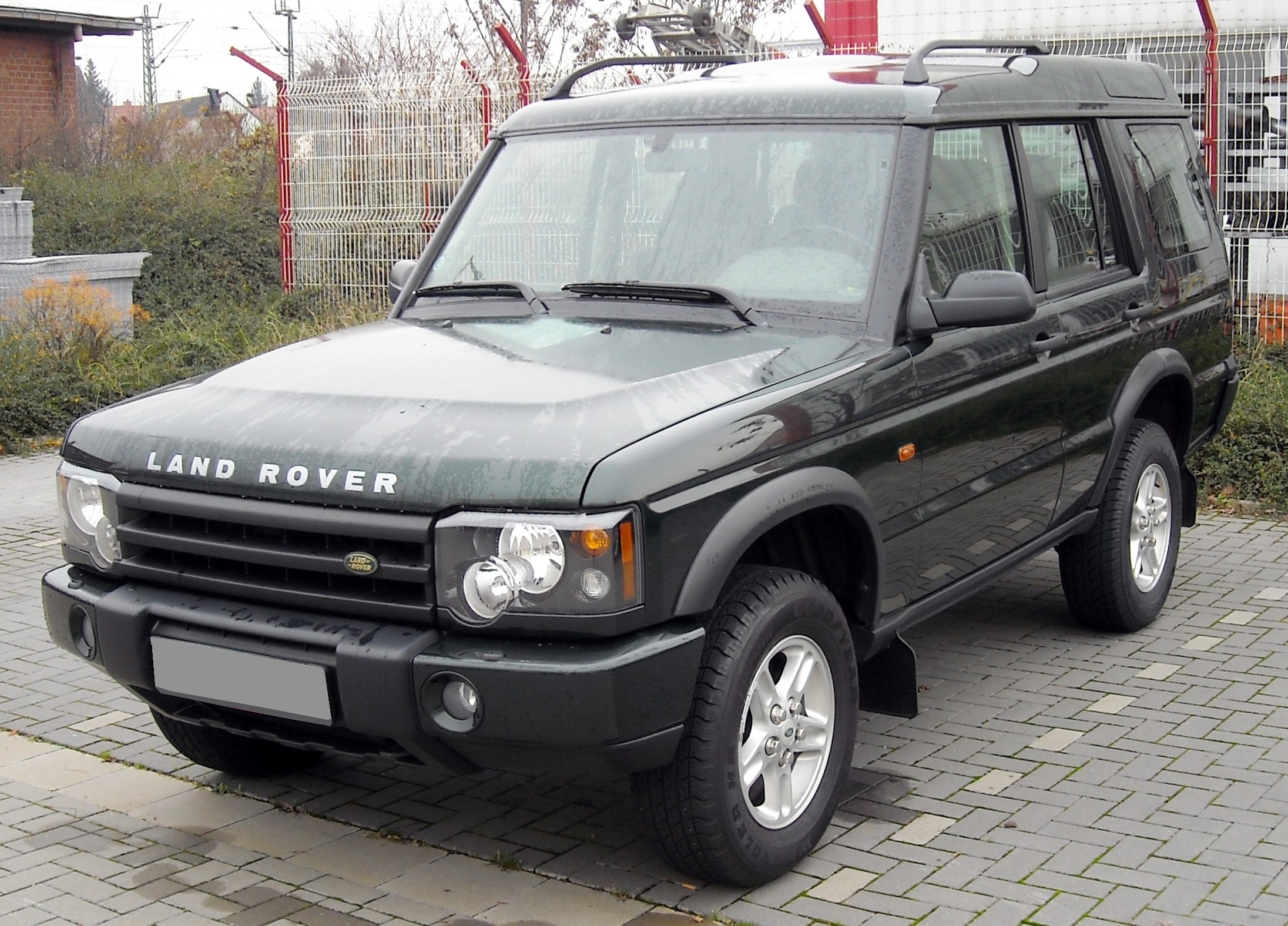
Modèle Discovery Phase 2

## Troisième génération (2004-2009)
La troisième génération marque un tournant pour le Discovery : la montée en gamme est évidente. Il obtient le titre de 4×4 de l'année 2005. Il existe trois versions de la voiture actuellement disponible sur le marché, mais la meilleure d’entre elles est le Land Rover Discovery[non neutre] 7 places 3.0 SDV6255 GS 5dr. Cette troisième génération a été conçue pendant la période où Land Rover faisait partie du groupe Ford.

### Design
Le Discovery 3 reprend les codes stylistiques de son prédécesseur : un design carré et trapu, un gabarit imposant, ainsi que les très reconnaissables vitres arrière montantes. Le design général se rapproche un peu plus du Range Rover. L'intérieur quant à lui est bien plus raffiné. La planche de bord et la console centrale sont massives, et la qualité de finition s'améliore sensiblement.

### Habitabilité
L'habitabilité est un point fort du nouveau Discovery. La presse spécialisée la compare d'ailleurs à celle d'un monospace.

### Moteurs
Afin de pouvoir déplacer ses presque 2,5 tonnes, le Discovery se voit greffer des moteurs puissants. À son lancement, il est disponible en 2 motorisations : un V8 essence de 295 ch (d'origine Jaguar), et un V6 diesel TDV6 de 190 ch (d'origine PSA/Ford simplifié à 1 turbo). La presse spécialisée souligne d'ailleurs tout particulièrement les performances et la discrétion de ce dernier.

### Comportement
Malgré l'abandon des essieux rigides à barres Panhard, le Discovery garde ses capacités de franchissement intactes, et reste une référence dans la catégorie. L'arrivée du système Terrain Reponse qui permet de sélectionner le revêtement facilite même l'utilisation du véhicule hors route. Il possède également des qualités routières plus que convenables pour un véhicule de cette catégorie.
Versions spéciales

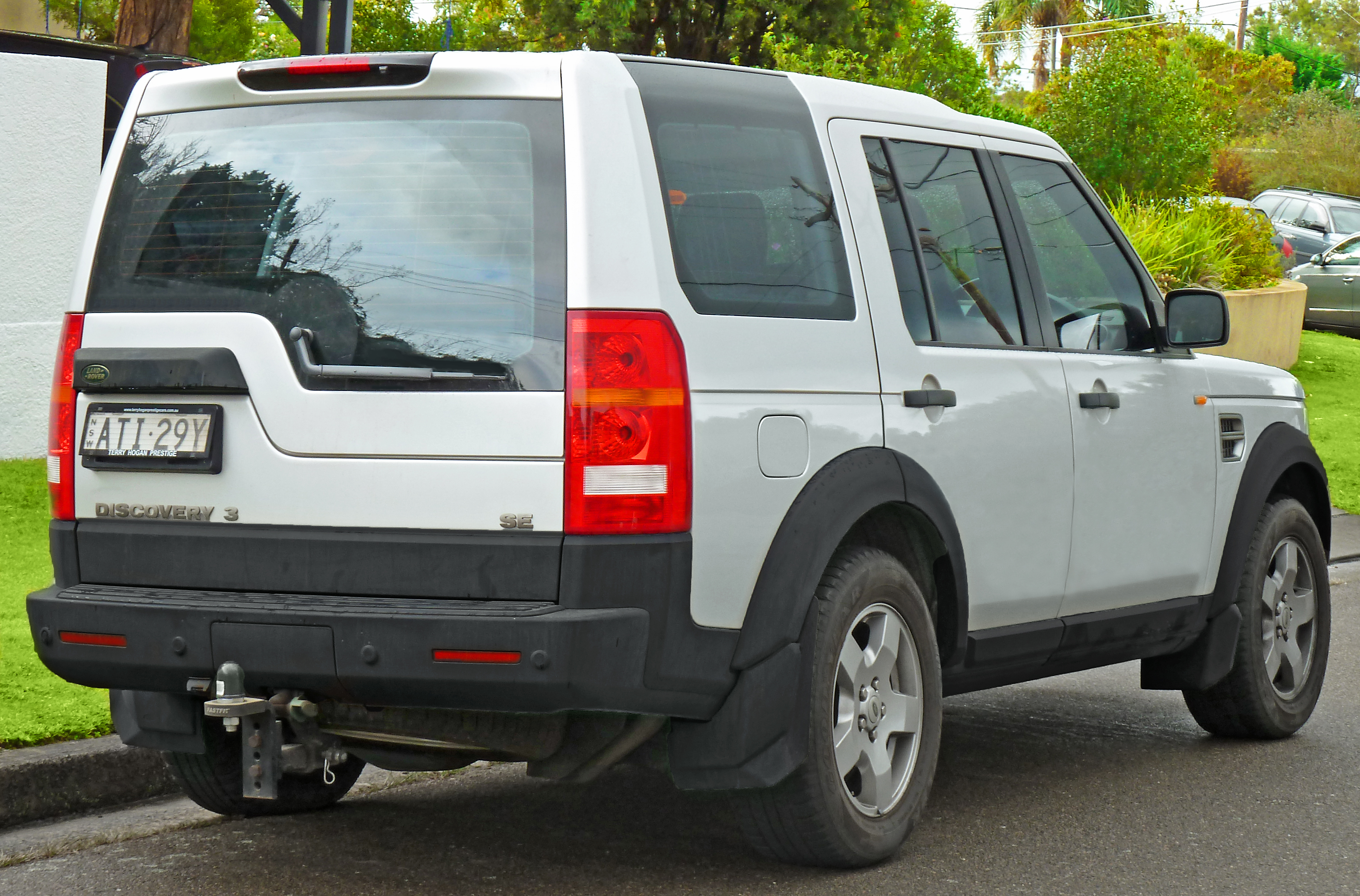
Modèle Discovery 3 SE, vue arrière.

Pour les 60 ans de la marque, deux versions spéciales du Land Rover Discovery 3 furent disponibles à l'achat : le G4 Challenge et l'Edition 60 YRS.
L'Edition 60 YRS (pour 60 years) est une version spéciale basée sur la finition HSE du Discovery 3, disposant de badges spécifiques sur les montants de portières, d'une finition noire laquées sur le tableau de bord et de l'ensemble des options disponible sur le modèle. Cette version fut produite à 150 exemplaires en 2008.

## Quatrième génération (2009-2017)
Le Land Rover Discovery 4 est un véhicule tout terrain produit par Land Rover de 2009 à 2017 sous l'égide de l'indien Tata Motors. C'est la quatrième génération de ce véhicule. Il s'agit principalement d'un restylage du Discovery 3.

### Design
Le design est probablement ce qui évolue le moins par rapport à la génération précédente. À l'extérieur, le Discovery adopte une calandre et des boucliers inédits, ainsi que des feux avant (avec LED) et arrière dont l'intérieur est redessiné. Dans l'habitacle, la planche de bord et la console centrale sont redessinées, l'ergonomie est améliorée, et les matériaux sont de meilleure qualité.

### Moteurs
Cette nouvelle génération abandonne le 2.7 TDV6 (jugé insuffisant pour mouvoir ses 2,7 tonnes), au profit de nouveaux moteurs diesel : le TDV6 de 211 ch, et le SDV6 de 245 ch (qui passe ensuite à 256 ch). En essence, un V8 5.0L de 375 ch est proposé.
| Moteur   | Cylindrée | Puissance       | Vitesse max | 0–100 km/h (s) |         |
| Essence  | Essence   | Essence         | Essence     | Essence        | Essence |
| -------- | --------- | --------------- | ----------- | -------------- | ------- |
| 5,0      | 4 999 cm³ | 375 ch (280 kW) | 195 km/h    | 7,9            |         |
| Diesel   |           |                 |             |                |         |
| 3,0 TDV6 | 2 993 cm³ | 211 ch (157 kW) | 180 km/h    | 10,7           |         |
| 3,0 SDV6 | 2 993 cm³ | 256 ch (190 kW) | 180 km/h    | 9,3            |         |

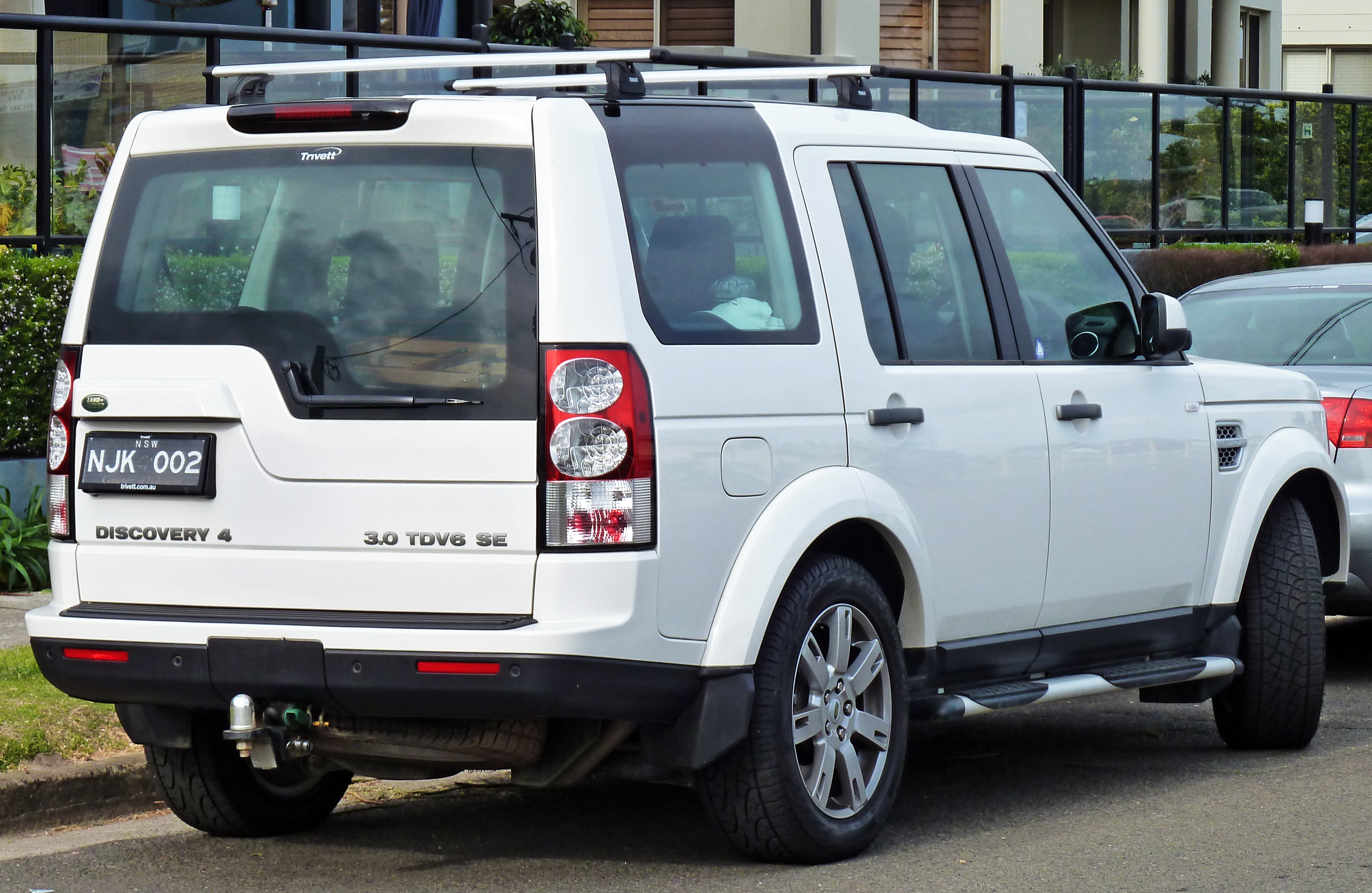
Modèle Discovery 4 TDV6 SE, vue arrière.
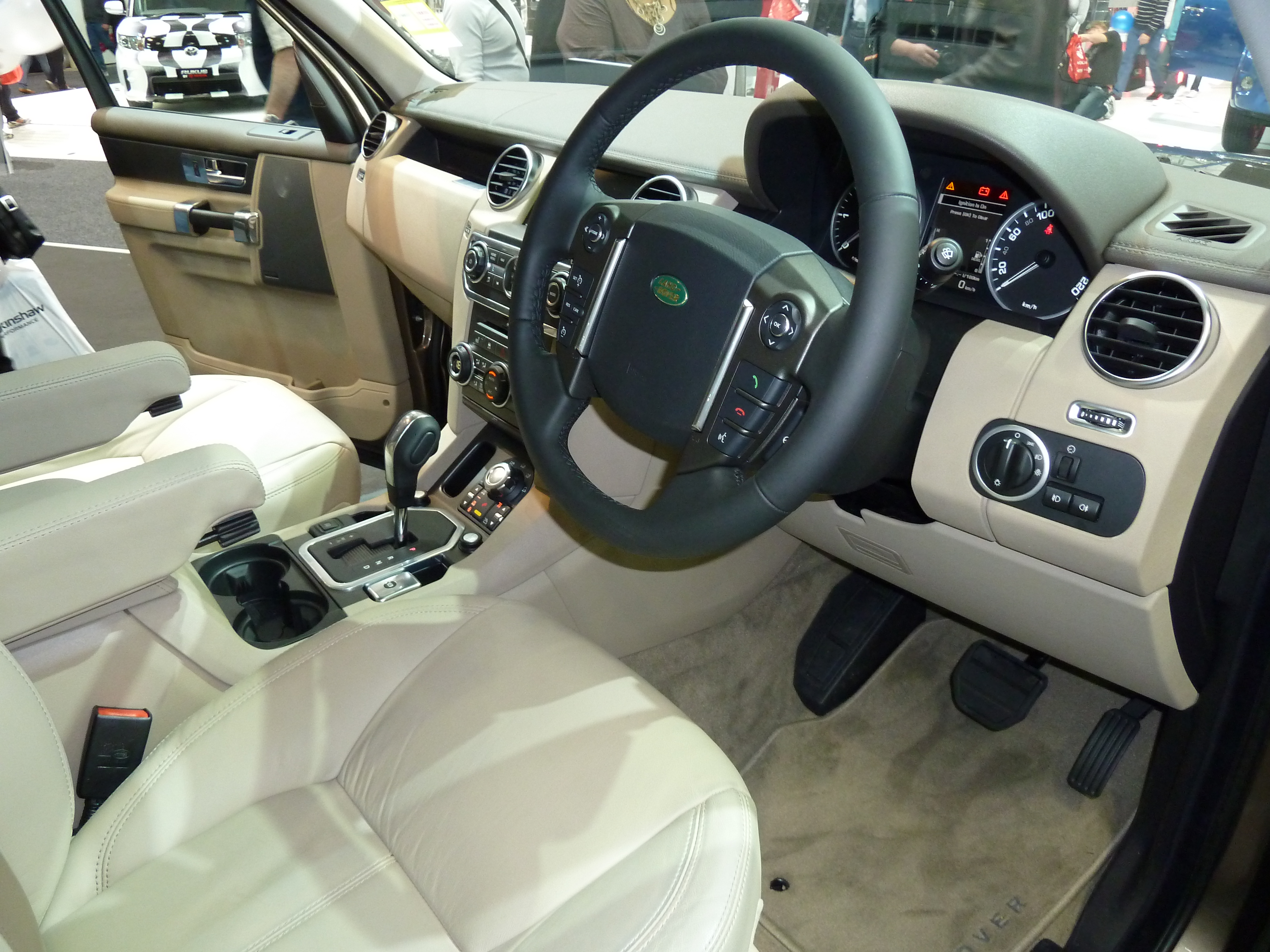
Intérieur d'une Discovery 4 TDV6 HSE.

## Cinquième génération (2017-)
La cinquième génération du Land Rover Discovery est présentée en octobre 2016 à l'occasion du Mondial de l'automobile de Paris pour une commercialisation prévue au premier trimestre 2017. Les principales évolutions par rapport à la génération précédente sont caractérisées par un allongement de 14,1 cm et un allègement de 480 kg grâce à un emploi massif d'aluminium qui compose 84 % de sa structure.
Le Discovery est aussi disponible en version utilitaire commercial uniquement pour le marché anglais avec un coffre de 1 800 litres[réf. nécessaire].
La cinquième génération de Discovery dispose de jantes de 20 à 22 pouces. Sa capacité de remorquage maximale est de 3 500 kg. Le Discovery dispose également d'aides au remorquage.
Ce tout-terrain est équipé du système d'infodivertissement Pivi Pro, qui propose notamment les équipements et fonctions suivants:
- Écran tactile de 11,4 pouces
- Radio numérique DAB
- Apple CarPlay et Android Auto
- Cartes 2D et 3D avec mises à jour automatiques
- Informations sur le trafic routier en temps réel

| Nombre de places utilisées | Volume de coffre théorique (liquide) | Volume de coffre utilisable (en solide) |
| -------------------------- | ------------------------------------ | --------------------------------------- |
| 2                          | 2 391 L                              | 1 997 L                                 |
| 3                          | 1 889 L                              | 1 567 L                                 |
| 4                          | 1 639 L                              | 1 352 L                                 |
| 5                          | 1 137 L                              | 922 L                                   |
| 6                          | 698 L                                | 547 L                                   |
| 7                          | 258 L                                | 172 L                                   |

### Design
Le design s'inspire largement de plusieurs autres modèles de la marque, la presse spécialisée résumant son style à celui d'un « Discovery Sport étiré qui mélange des éléments de l'Evoque et du dernier Range ». Il conserve toutefois quelques caractéristiques propres comme la plaque d'immatriculation décalée vers la gauche du hayon ou encore le pavillon à étage.

### Motorisations
Grâce à l'allègement conséquent, la nouvelle génération peut désormais offrir trois moteurs diesels à quatre cylindres : un 2,0 L de 180 ch ou 240 ch. Par ailleurs, trois moteurs V6 (un essence de 3,0 L et 340 ch ainsi que deux diesels de même cylindrée développant 258 ch et 307 ch) sont également proposés.
Le Discovery dispose d'une micro-hybridation sur les moteurs D300 et P360.